# Woodstock (Nova York, lloc designat pel cens)
Woodstock és una concentració de població designada pel cens dels Estats Units a l'estat de Nova York. Segons el cens del 2000 tenia 2.187 habitants.

## Demografia
Segons el cens del 2000, Woodstock tenia 2.187 habitants, 1.124 habitatges, i 528 famílies. La densitat de població era de 142,9 habitants per km².
Dels 1.124 habitatges en un 19,6% hi vivien nens de menys de 18 anys, en un 35,1% hi vivien parelles casades, en un 9,1% dones solteres, i en un 53% no eren unitats familiars. En el 43,4% dels habitatges hi vivien persones soles el 14,1% de les quals corresponia a persones de 65 anys o més que vivien soles. El nombre mitjà de persones vivint en cada habitatge era d'1,94 i el nombre mitjà de persones que vivien en cada família era de 2,64.
Per edats la població es repartia de la següent manera: un 16,9% tenia menys de 18 anys, un 5% entre 18 i 24, un 23,4% entre 25 i 44, un 36% de 45 a 60 i un 18,7% 65 anys o més.
L'edat mediana era de 48 anys. Per cada 100 dones de 18 o més anys hi havia 87,4 homes.
La renda mediana per habitatge era de 38.594 $ i la renda mediana per família de 46.467 $. Els homes tenien una renda mediana de 31.000 $ mentre que les dones 30.357 $. La renda per capita de la població era de 28.478 $. Entorn del 7,5% de les famílies i l'11,9% de la població estaven per davall del llindar de pobresa.